# Nørre Frenderup
Nørre Frenderup er en bebyggelse i Damsholte Sogn på Møn, ca. 2 kilometer øst for Damsholte. 
Nørre Frenderup omtales omkring 1370 (Frændorp).
Landsbyen udskiftedes i 1798. 